# Вознесеновское сельское поселение (Ивнянский район)
Вознесеновское се́льское поселе́ние — муниципальное образование в Ивнянском районе Белгородской области.
Административный центр — село Вознесеновка.

## История
Вознесеновское сельское поселение образовано 20 декабря 2004 года в соответствии с Законом Белгородской области № 159.
Законом Белгородской области от 29 апреля 2015 года № 353, Вознесеновское сельское поселение преобразовано, путём разделения, на Владимировское сельское поселение с административным центром в селе Владимировка и Вознесеновское сельское поселение с административным центром в селе Вознесеновка.

## Население
| 2010 | 2011  | 2012  | 2013  | 2014  | 2015  | 2016 | 2017 | 2018 |
| ---- | ----- | ----- | ----- | ----- | ----- | ---- | ---- | ---- |
| 1482 | ↘1478 | ↘1424 | ↘1388 | ↘1338 | ↘1331 | ↘830 | ↘814 | ↘786 |
| 2019 | 2020  | 2021  |       |       |       |      |      |      |
| ↗788 | ↘775  | ↗1028 |       |       |       |      |      |      |

## Состав сельского поселения
| № | Населённый пункт | Тип населённого пункта       | Население |
| - | ---------------- | ---------------------------- | --------- |
| 1 | Вознесеновка     | село, административный центр | ↘916      |
| 2 | Зоринские Дворы  | хутор                        | ↘46       |